# Малый Рак (созвездие)
Малый Рак (лат. Cancer Minor) — отменённое созвездие южного полушария неба. Предложено Планциусом в издании небесного атласа 1612 года. Располагалось западнее созвездия Рак и изображалось маленьким крабом.
Созвездие появлялось на нескольких картах XVII века, но не нашло признания у астрономов и было забыто.